# ردوان
نادر خیاط (به انگلیسی: RedOne) که با نام ردوان شناخته می‌شود ( زاده ۹ آوریل ۱۹۷۲)، تهیه‌کننده، ترانه‌سرا و مجری با اصالت مراکشی- آمریکایی- سوئدی است که هم‌اکنون در دبی زندگی می‌کند.
ردوان به عنوان ترانه‌سرا و تهیه‌کننده موسیقی تجربه فعالیت با هنرمندانی مانند لیدی گاگا، نیکی میناژ، جنیفر لوپز، پیت‌بول، انریکه ایگلسیاس، الکساندرا برک، پائولینا روبیو، میلن فارمر، آستین ماهون، آیومی هاماساکی و ماریا کری را داشته‌است. وی بیشتر ترانه‌هایی را که در رتبه‌های خوب جدول ۱۰۰ آهنگ داغ بیلبورد قرار داشته‌اند را سروده است. در سال ۲۰۰۹، ردوان اولین تهیه‌کننده‌ای بود که بیشترین ترانه‌های بیلبورد را ساخت و سومین ترانه‌سرایی بود که شعرهای این ترانه‌ها را سرود.

## جوایز
جایزه سلطنتی مراکش در سال 2011 پس از جایزه گرمی
جایزه گرمی
| 2009 | Just Dance    | بهترین ضبط دنس                            | نامزدشده |
| 2010 | شهرت (آلبوم)  | بهترین آلبوم دنس/الکتریک                  | پیروز    |
| 2010 | Poker Face    | بهترین ضبط دنس                            | پیروز    |
| 2010 | Poker Face    | رکورد سال                                 | نامزدشده |
| 2010 | Poker Face    | آهنگ سال                                  | نامزدشده |
| 2010 | شهرت (آلبوم)  | آلبوم سال                                 | نامزدشده |
| 2011 | هیولای شهرت   | آلبوم سال                                 | نامزدشده |
| 2011 | ردوان         | جایزه گرمی برای تولیدکننده غیر کلاسیک سال | نامزدشده |
| 2012 | Born This Way | آلبوم سال                                 | نامزدشده |